# Мавр (ученик Бенедикта)
Мавр (лат. Maurus, около 512, Рим — около 584, Галлия) — католический святой. Ряд легенд с его участием пересказаны во второй книге «Собеседований о жизни италийских отцов» Григория Двоеслова.
Согласно Григорию, Мавр был сыном богатого римлянина Эквиция и «подавал прекрасные надежды», когда отец отдал его на воспитание святому Бенедикту. После этого Мавр стал свидетелем нескольких чудес. Однажды он видел беса, который в образе «чёрного мальчика» выводил из храма нерадивого монаха. В другом случае он с радостью рассказал Бенедикту о смерти его врага Флоренция, но настоятель принялся оплакивать его кончину. Самым же известным происшествием является спасение Мавром его друга Плакида при помощи хождения по водам.

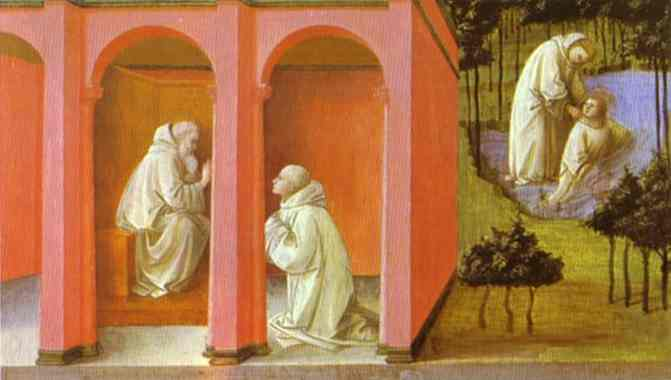
Филиппо Липпи. «Святой Бенедикт отправляет святого Мавра на помощь святому Плакиду»

По позднейшим легендам, Мавр, достигнув зрелого возраста, отправился в миссионерское путешествие во Францию, где основал аббатство на Луаре. Его имя носят и другие населённые пункты (см. Сен-Мор), в честь него называлась конгрегация мавристов. В настоящее время римо-католический календарь считает ученика Бенедикта и французского подвижника разными лицами.
Атрибутами Мавра являются аббатский посох, иногда лопата (связана с названием французского города Сен-Мор-де-Фоссе, означающим «Святой Мавр на рвах») и костыль (символ покровительства инвалидам). Картины с его изображением писали Филиппо Липпи, Ханс Мемлинг и др.
День памяти — 15 января. Мощи находились в аббатстве Сен-Жермен-де-Пре и были уничтожены революционерами в 1793 году. Мощи сейчас в Чехии.